# 吳遵 (嘉靖進士)
吳遵（1507年—？），字公路，號初泉，浙江杭州府海寧縣人，民籍，明朝政治人物。

## 生平
嘉靖十年（1531年）辛卯科浙江鄉試第六十三名舉人。嘉靖二十六年（1547年）中式丁未科會試第三十六名，登第三甲第五十九名進士。禮部觀政，授长乐知县，三十一年正月选授河南道試監察御史，七月實授，三十四年巡按江西，三十五年六月提调南直隶学校，復除江西道御史，三十八年九月提调南直隶学校，四十年六月升光禄寺少卿，四十一年七月升大理寺左寺丞，十月被给事中丘橓弹劾謟事权门，躐跻华要，被调别任。改尚宝司卿，四十三年閏二月升南京太僕寺少卿，四十五年三月改任南京太常寺少卿。

## 著作
著有《九芝堂集》。

## 家族
曾祖吳至善；祖父吳衢；父吳璧，母沈氏；繼母孫氏。慈侍下。弟道、遂、邁。子吴彙成。